# Varuna
För andra betydelser, se Varuna (olika betydelser).

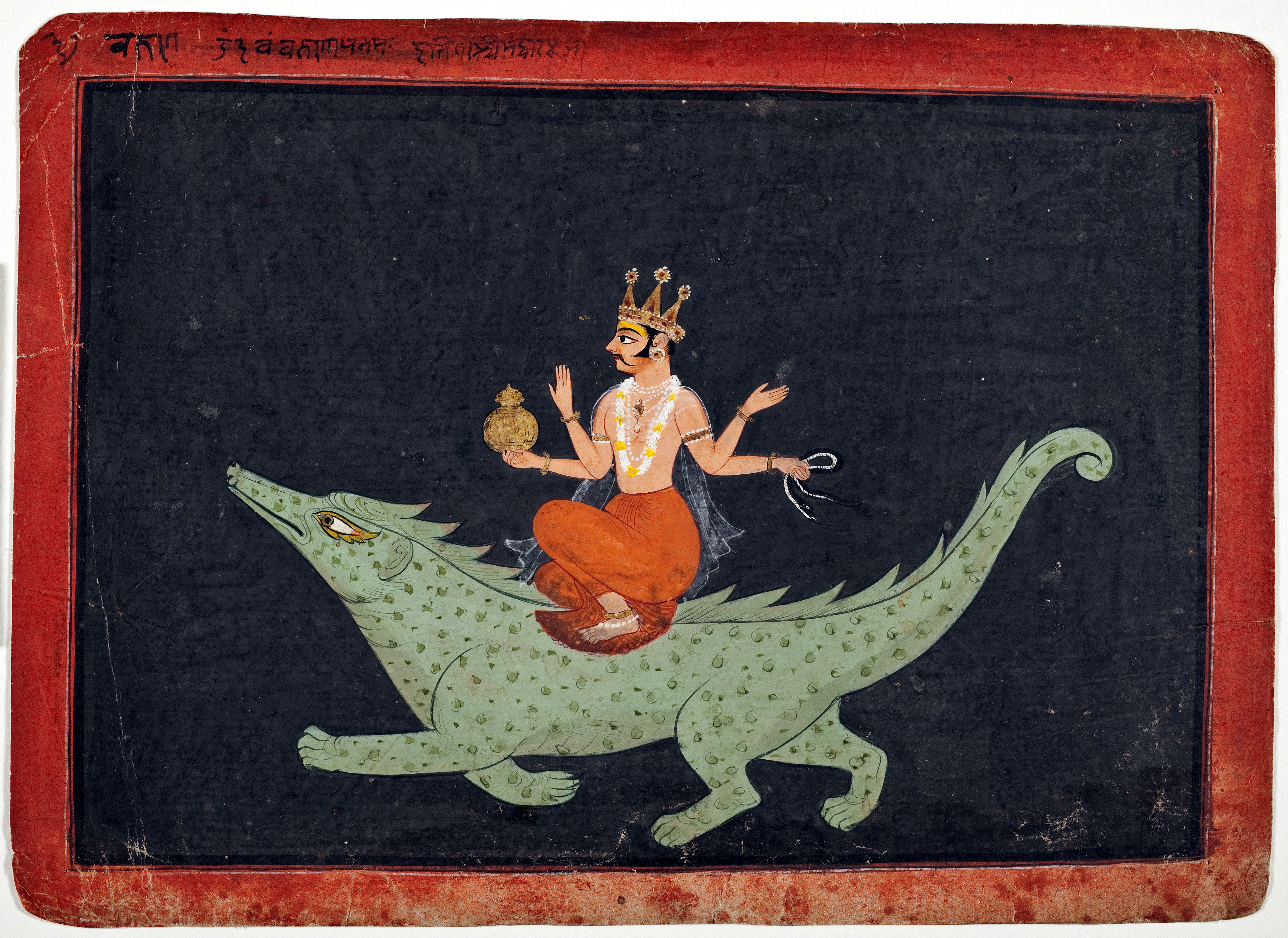
Varuna ridande på Makara.

Varuna är en skapelsegud i den hinduiska, indiska mytologin.
Varuna både skapade ordningen i världen och vidmakthåller den. Han är både allvetande och närvarande i allting som han skapat. Han förknippas dels med rättvisa, dels med solen som kallas hans öga. Genom ett medium som kallas maya verkar han genom att döma människornas handlande från sitt himmelska palats.
Varuna är förmodligen en av de ursprungsgudar som givit västvärlden dess bild av Gud. I den indiska kulten gled hans gestalt samman med den persiske guden Mithra och Aryaman och i omdanad form introducerades som den ende guden i det romerska imperiet.